# 湛江电台经济频道
湛江人民广播电台经济频道（频率：FM95.1，原频率为98.1，2011年8月8日起更改为95.1），是湛江人民广播电台的频道之一。原為湛江人民广播电台交通音乐之声。2011年1月17日改名“湛江人民广播电台经济频道”，改版后频道“以立足经济，服务生活为宗旨”。 在湛江、茂名、阳江以及广西东南部、南部地区和海南北部地区都可以收到湛江电台经济频道的节目。此外，在网上也可以实时收听。

## 频道节目
| 今日早“点”     | 财经第一线         |
| 消费者热线     | 都市映像、走遍港城 |
| 打开车窗说亮话 | 红土乡音           |
| 981城中至潮    | 劲爆体坛           |
| Radio传情年代  | 午夜随心听         |

## 链接
- 湛江人民广播电台